# Chennai City Football Club
Le Chennai City Football Club (en tamoul : சென்னை நகர கால்பந்து கிளப், et en hindi : चेन्नई सिटी फुटबॉल क्लब), plus couramment abrégé en Chennai City, est un club indien de football fondé en 1946 et basé dans la ville de Coimbatore, dans l'État de Tamil Nadu.

## Histoire
Le club est fondé en 1946 sous le nom Netaji Sports Club, il joue des années principalement au niveau régional. 
En 2016, le club est admis dans le championnat d'Inde et termine sa première saison en I-League à la 8e place sur dix. La saison 2017-2018 suivante il termine de nouveau à la 8e place. En 2018-2019, Chennai termine à la première place et remporte son premier titre de champion, en 2020 le club participe au tour de qualification de la Ligue des champions, mais sera éliminé par Riffa Club. Le club est reversé en phase de groupe de la Coupe de l'AFC, mais ne disputera qu'un seul match, la compétition sera annulée à cause de la pandémie de Covid-19.
En 2019 Chennai City signe un partenariat avec le club suisse du FC Bâle.

## Stades
Lors de sa première saison en I-League, 2016-2017, Chennai City joue au Stade Jawaharlal Nehru à Chennai, à partir de la saison 2017-2018 le club joue à Coimbatore au Jawaharlal Nehru Stadium d'une capacité de 30000 places.
Pour ses matchs internationaux en 2020, le club a joué à l'EKA Arena à Ahmedabad.

## Palmarès
| Compétitions nationales                                |
| ------------------------------------------------------ |
| \| - Championnat d'Inde (1) : - Champion : 2018-19. \| |
| - Championnat d'Inde (1) : - Champion : 2018-19.       |

## Entraîneurs du club
| - Robin Charles Raja (13 décembre 2016 - 8 janvier 2017) - Andrew Oakley (février 2017) - V. Soundararajan (9 février 2017 - 14 mars 2018) | - Akbar Nawas (15 mars 2018 - 26 octobre 2020) - Satyasagara (décembre 2020 - ) |